# Encenador
O encenador, diretor teatral, diretor de cena ou diretor cênico é o responsável por supervisionar e dirigir a montagem de uma ópera ou peça de teatro, trabalhando diretamente a representação, decidindo a melhor forma de conjugar os diversos esforços da equipe de trabalho em todos os aspectos da produção. A sua função é assegurar a qualidade e integridade da peça. Contactando os membros-chave da equipa de trabalho, coordena o andamento das pesquisas necessárias, a cenografia, o figurino, os adereços, iluminação cênica, sonoplastia, etc.. 
O encenador pode ainda trabalhar com o dramaturgo, em obras cuja concepção é paralela à produção (work in progress). No teatro contemporâneo, é costume considerar o encenador como o principal autor da peça enquanto obra teatral (não retirando, a importância do dramaturgo, já  que o texto é uma obra independente). 
É o encenador que concebe a obra e toma as decisões necessárias para a sua concretização. Existem encenadores mais ou menos interventivos, democráticos ou autoritários, dependendo da filosofia própria da companhia teatral em questão.